# Littoral (pièce de théâtre)
Pour les articles homonymes, voir Littoral (homonymie).
Littoral est une pièce de théâtre de Wajdi Mouawad et Isabelle Leblanc créée le 2 juin 1997 et parue chez Actes Sud en 1999.
En apprenant la mort de son père inconnu, qu'il retrouve à la morgue, l'orphelin Wilfrid décide de lui offrir une sépulture dans son pays natal. Commence alors un voyage au bout de la nuit qui le conduit vers un monde dévasté par les horreurs de la guerre, où les cimetières sont pleins, où les proches de cet homme rejettent la dépouille, qui terminera son périple dans les bras de la mer. A travers les rencontres douloureuses qu'il fait à cette occasion, Wilfrid entreprend de retrouver le fondement de son existence et de son identité.

## Historique
La première représentation publique de Littoral a eu lieu à Montréal le 2 juin 1997, au Théâtre d'Aujourd'hui, lors du 7e Festival de théâtre des Amériques.
La première représentation en France a eu lieu à Limoges, au Théâtre de l'Union, le 25 mars 1998, lors du 15e Festival international des francophonies en Limousin.
En 2009, à l'occasion de la création de Ciels, au festival d'Avignon, Wajdi Mouawad donne une deuxième version de la pièce, pour la représenter avec deux autres pièces (Incendies et Forêts). Les quatre œuvres constituent le cycle Le Sang des promesses dont Littoral est le premier tome.
En 2018 ce spectacle marque la première saison estivale du tout nouveau directeur du Théâtre du peuple de Bussang, Simon Delétang.

## Distribution

### Originale
- Wilfrid : Steve Laplante
- Chevalier de Guiromelan : Claude Despins
- Le père : Gilles Renaud
- Simone : Isabelle Leblanc
- Amé : Pascal Contamine
- Sabbé : David Boutin
- Massi : Miro
- Joséphine : Manon Brunelle

### 2005
- Wilfrid : Renaud Bécard
- Chevalier de Guiromelan : Marc Citti
- Sabbé : Benjamin Egner
- Stéphane Comby
- Jean-Marie Galey
- Eddie Chignara
- Séverine Debels
- Fanny Paliard

### 2020
Le théâtre national de la Colline propose deux distributions, l'une d'elles féminisant une bonne partie des rôles, dans une mise en scène de l'auteur :
- Le père : Patrick Le Mauff / Gilles David
- Nour / Wilfrid : Hatice Özer / Maxime Le Gac-Olanié
- Joséphine : Julie Julien / Lisa Perrio
- Simone : Hayet Darwich / Lucie Digout
- Chevaleresse Bérengère / Chevalier de Guiromelan : Jade Fortineau / Maxence Bod
- Amé : Darya Sheizaf / Yuriy Zavalnyouk
- Massi : Emmanuel Besnault (dans les deux distributions)
- Sabbé : Théodora Breux / Paul Toucang
- Musiciens et création musicale : Pascal Humbert et Charles Segard-Noirclère

## Distinctions
En 2005, la pièce vaut à Mouawad le Molière de l'auteur, que le dramaturge a refusé.

## Adaptation
- 2004 : Littoral[7], film franco-québécois écrit et réalisé par Wajdi Mouawad, d'après sa pièce éponyme, avec Steve Laplante et Gilles Renaud.
- 2022 : le Collectif du Prélude (Maxime Coudour et Fanny Imber) adapte Littoral en rue.